# Przyłęg (województwo lubuskie)
Przyłęg – wieś w Polsce położona w województwie lubuskim, w powiecie strzelecko-drezdeneckim, w gminie Strzelce Krajeńskie.
W latach 1975–1998 miejscowość administracyjnie należała do województwa gorzowskiego.

## Zabytki
- kościół filialny parafii w Górkach Noteckich pw. Najświętszego Serca Pana Jezusa[3].